# Linha Verde (Bahia)

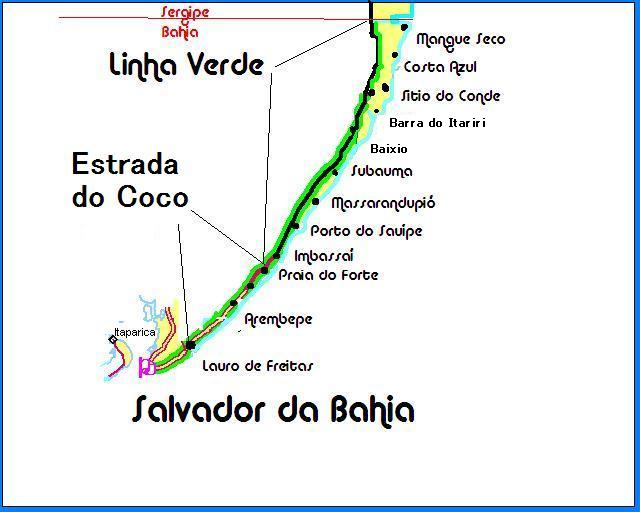
Übersicht der Küstenstrecke von Linha Verde und Linha do Coco

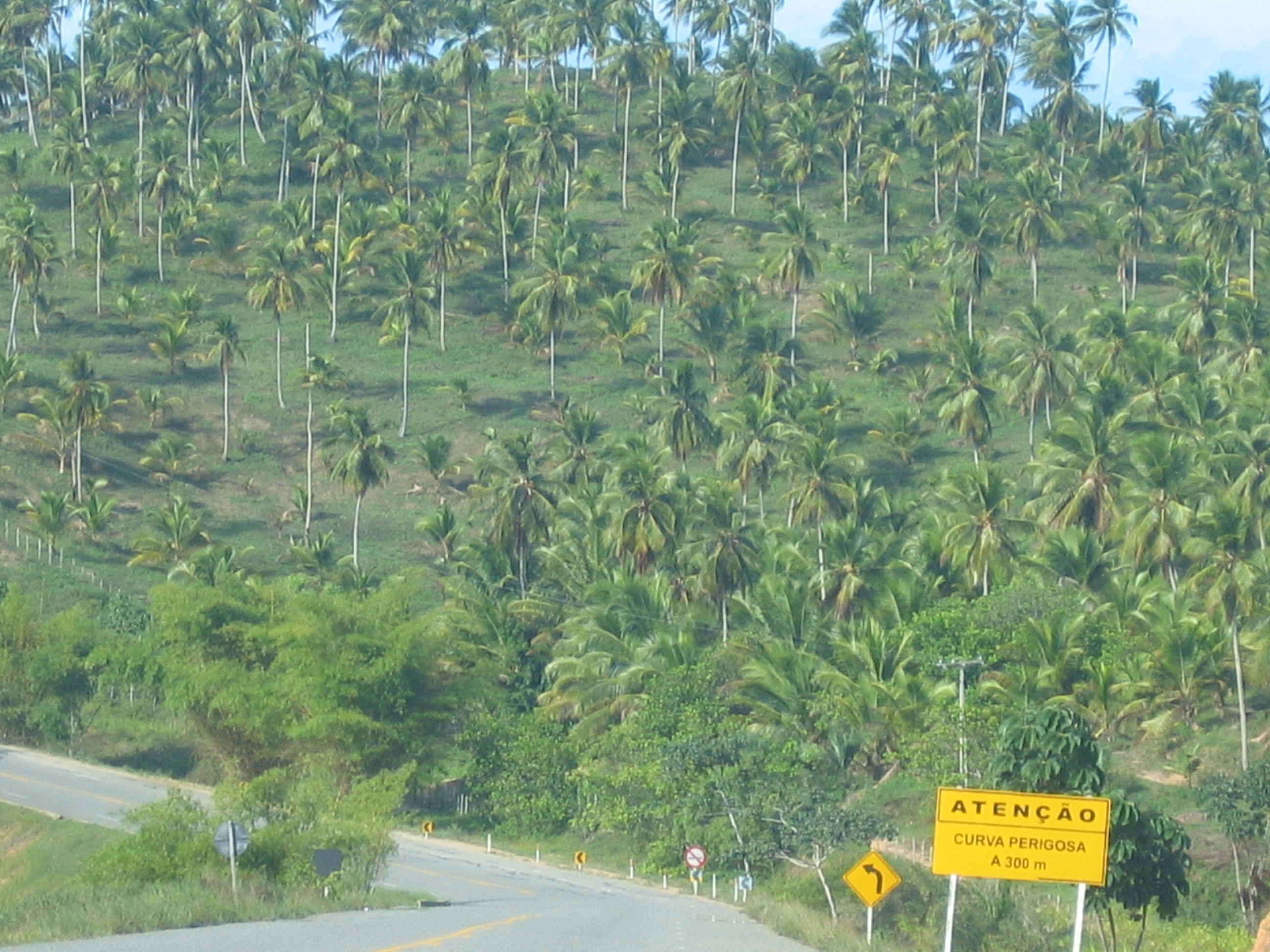
Überall an der Linha Verde gibt es Kokospalmen

Die Linha Verde ist eine privat errichtete und kostenpflichtige Autostraße in Brasilien. Sie ersetzt teilweise die Staatsstraße BA-099 im Bundesstaat Bahia, welche den Ort Lauro de Freitas nahe  Salvador mit den nördlich gelegenen Stränden und Orten des Staates Bahia verbindet. Im ersten Abschnitt nennt sich diese Autostraße auch Estrada do Coco, weil es in dieser Region viele Kokosplantagen gibt.
Einige der bekanntesten Orte an der Linha Verde sind:
- Arembepe,
- Guarajuba,
- Imbassaí,
- Praia do Forte,
- Porto do Sauípe,
- Massarandupió,
- Subaúma,
- Baixio,
- Itariri,
- Sitio do Conde
- Costa Azul

und Mangue Seco an der Grenze zum Bundesstaat Sergipe.
Die Linha Verde endet an der Bundesstaatsgrenze von Bahia zum Nachbar-Bundesstaat Sergipe.